# Katie Ledecky
Kathleen Genevieve Ledecky (n. 17 martie 1997, Washington, D.C., District of Columbia, SUA) este o înotătoare americană. Cu 7 medalii câștigate la Jocurile Olimpice și 18 la campionatele mondiale, Ledecky este cea mai titrată din istoria acestui sport.
Ea preferă stilul liber, unde deține și trei recorduri mondiale. Și-a făcut debutul internațional în 2012 la jocurile olimpice de la Londra, unde a reușit să obțină un aur în proba de 800-metri freestyle. 
Katie Ledecky a primit premiul de Înotătoarea Anului de 5 ori (2013-2016 și 2018) - un record absolut la femei. I s-a acordat de asemeni și premiul Associated Press Female Athlete of the Year in 2017.

## Viața personală
Katie Ledecky este nepoata milionarului american Jon Ledecky, acționar majoritar la New York Islanders (NHL).